# Rebecca Šramková
Rebecca Šramková (* 19. Oktober 1996 in Bratislava) ist eine slowakische Tennisspielerin.

## Leben

### Persönliches
Sie hat noch zwei jüngere Schwestern, wovon Tamara auch schon professionell Tennis spielt.

### Karriere
Rebecca Šramková wurde mit einer Krankheit geboren, die ihr auf dem linken Auge nur eine geringe Sehkraft ließ. Aufgrund dessen begann sie aber mit dem Tennis. Sie erhoffte sich durch den Sport, der ein hohes Maß an Tiefenwahrnehmung und Hand-Augen-Koordination erfordert, ihre Sehkraft zu verbessern, was aber nicht geschah. Ihren ersten internationalen Titel gewann sie am 15. September 2013 beim ITF-Turnier in Vrnjačka Banja. Im Finale triumphierte sie gegen Dunja Stamenković mit 6:3 und 6:2. Am 18. September 2016 gewann sie im französischen Biarritz das ITF-100.000-Dollar-Turnier, als sie im Finale Martina Trevisan mit 6:3, 4:6 und 6:1 besiegte. In den folgenden Jahren hatte sie immer wieder gesundheitliche Rückschläge zu verarbeiten. So konnte sie 2017 wegen Rückenproblemen nur im ersten Halbjahr spielen. Danach hatte sie Probleme mit der Schulter und der Bauchmuskulatur. 2022 hatte sie eine Operation am Bein wegen einer Stressfraktur.
Im Mai 2024 erreichte sie als Qualifikantin das Achtelfinale beim WTA-Turnier in Rom, wodurch sie in der Weltrangliste auf Platz 89 kletterte und erstmals die Top-100 erreichte. Im weiteren Verlauf des Jahres konnte sie zum zweiten Mal in ihrer Karriere sich für das Hauptfeld der French Open qualifizieren. Dort unterlag sie in der ersten Runde aber Amanda Anisimova in zwei Sätzen. Nachdem sie beim Hungarian Grand Prix 2024 das Viertelfinale und beim Jasmin Open Tunisia 2024 das Finale erreicht hatte, gewann sie bei den Thailand Open durch den Finalsieg gegen Laura Siegemund ihren ersten Titel auf der WTA-Tour. Durch den Turniersieg verbesserte sie sich in der Weltrangliste um 41 Platze auf den 61. Platz. Durch diese Verbesserung ist sie auch zum ersten Mal in ihrer Karriere die beste slowakische Spielerin in der Weltrangliste.
Sie spielt mit der Mannschaft TK Jednotka in der slowakischen 1. Tennisliga. Für den TA Sindelfingen spielte sie 2021 in der 2. Bundesliga Süd und 2022 für den TC Blau-Weiß Dresden-Blasewitz in der 1. Bundesliga.
2017 hatte sie ihren ersten Einsatz für die slowakische Fed-Cup-Mannschaft. Bisher erzielte sie 3 Siege und erlitt 6 Niederlagen.

## Turniersiege

### Einzel
| Nr. | Datum              | Turnier             | Kategorie    | Belag             | Finalgegnerin            | Ergebnis          |
| --- | ------------------ | ------------------- | ------------ | ----------------- | ------------------------ | ----------------- |
| 1.  | 15. September 2013 | Vrnjačka Banja      | ITF $10.000  | Sand              | Dunja Stamenković        | 6:3, 6:2          |
| 2.  | 17. August 2014    | Leipzig             | ITF $15.000  | Sand              | Petra Uberalová          | 6:4, 3:6, 6:2     |
| 3.  | 9. April 2016      | Qarshi              | ITF $25.000  | Hartplatz         | Nina Stojanović          | 6:1, 6:3          |
| 4.  | 25. Juni 2016      | Rom                 | ITF $25.000  | Sand              | Réka Luca Jani           | 6:1, 6:1          |
| 5.  | 18. September 2016 | Biarritz            | ITF $100.000 | Sand              | Martina Trevisan         | 6:3, 4:6, 6:1     |
| 6.  | 18. März 2018      | Antalya             | ITF $15.000  | Sand              | Amina Anschba            | 6:1, 7:63         |
| 7.  | 25. März 2018      | Antalya             | ITF $15.000  | Sand              | Cornelia Lister          | 6:1, 7:5          |
| 8.  | 27. Januar 2019    | Andrézieux-Bouthéon | ITF W60      | Hartplatz (Halle) | Audrey Albie             | 6:2, 6:74, 6:2    |
| 9.  | 2. Juni 2019       | Grado               | ITF W25      | Sand              | Jaqueline Adina Cristian | 7:63, 3:1 Aufgabe |
| 10. | 9. Juni 2019       | Toruń               | ITF W60      | Sand              | Marta Kostjuk            | 6:1, 6:2          |
| 11. | 12. Februar 2023   | Bath                | ITF W25      | Hartplatz (Halle) | Tereza Smitková          | 6:2, 6:2          |
| 12. | 28. Mai 2023       | Otočec              | ITF W40      | Sand              | Seone Mendez             | 6:3, 7:62         |
| 13. | 4. Februar 2024    | Porto               | ITF W50      | Hartplatz         | Jéssica Bouzas Maneiro   | 6:74, 7:5, 6:1    |
| 14. | 22. September 2024 | Hua Hin             | WTA 250      | Hartplatz         | Laura Siegemund          | 6:4, 6:4          |

### Doppel
| Nr. | Datum             | Turnier    | Kategorie   | Belag             | Partnerin          | Finalgegnerinnen                 | Ergebnis         |
| --- | ----------------- | ---------- | ----------- | ----------------- | ------------------ | -------------------------------- | ---------------- |
| 1.  | 9. August 2013    | Wien       | ITF $10.000 | Sand              | Michaela Pochabová | Hiroko Kuwata Hirono Watanabe    | 7:5, 6:2         |
| 2.  | 3. September 2015 | St. Pölten | ITF $10.000 | Sand              | Pia König          | Nora Niedmers Tina Tehrani       | 6:2, 6:2         |
| 3.  | 8. Juni 2019      | Toruń      | ITF W60     | Sand              | Rebeka Masarova    | Robin Anderson Anhelina Kalinina | 6:4, 3:6, [10:4] |
| 4.  | 15. Oktober 2022  | Trnava     | ITF W60     | Hartplatz (Halle) | Sofja Lansere      | Lee Pei-chi Wu Fang-hsien        | 4:6, 6:2, [11:9] |

## Karrierestatistik und Turnierbilanz

### Dameneinzel
Die letzte Aktualisierung erfolgte nach dem WTA-Turnier in Eastbourne 2025.
| Turnier                      | 2016      | 2017      | 2018      | 2019      | 2020              | 2021              | 2022              | 2023      | 2024      | 2025      | T / T       | S/N         | Sieg%       |
| ---------------------------- | --------- | --------- | --------- | --------- | ----------------- | ----------------- | ----------------- | --------- | --------- | --------- | ----------- | ----------- | ----------- |
| Australian Open              | –         | 1         | –         | –         | Q1                | Q3                | Q2                | –         | Q1        | 2         | 0 / 2       | 1:2         | 33 %        |
| French Open                  | –         | Q2        | Q3        | Q2        | Q2                | Q3                | 1                 | –         | 1         | 1         | 0 / 3       | 0:3         | 0 %         |
| Wimbledon                    | –         | Q2        | –         | Q1        | n. a.             | Q2                | Q2                | Q2        | 1         | 1         | 0 / 2       | 0:2         | 0 %         |
| US Open                      | Q1        | –         | Q1        | Q2        | –                 | Q2                | –                 | Q2        | Q2        |           | 0 / 0       | 0:0         | –           |
| Doha                         | –         | a. K.     | –         | a. K.     | –                 | a. K.             | –                 | a. K.     | –         | AF        | 0 / 1       | 2:1         | 67 %        |
| Dubai                        | a. K.     | –         | a. K.     | –         | a. K.             | –                 | a. K.             | –         | –         | 1         | 0 / 1       | 0:1         | 0 %         |
| Indian Wells                 | –         | Q1        | –         | –         | n. a.             | –                 | –                 | –         | 2         | 1         | 0 / 2       | 1:2         | 33 %        |
| Miami                        | –         | Q1        | –         | –         | n. a.             | –                 | –                 | –         | Q2        | 2         | 0 / 1       | 1:1         | 50 %        |
| Madrid                       | –         | –         | –         | –         | n. a.             | –                 | –                 | –         | Q2        | 1         | 0 / 1       | 0:1         | 0 %         |
| Rom                          | –         | –         | –         | –         | –                 | –                 | –                 | –         | AF        | 2         | 0 / 2       | 4:2         | 67 %        |
| Peking                       | –         | –         | –         | –         | nicht ausgetragen | nicht ausgetragen | nicht ausgetragen | –         | 3         |           | 0 / 1       | 2:1         | 67 %        |
| Billie Jean King Cup         | –         | PO        | –         | PO        | RR                | RR                | –                 | –         | F         | q         | 0 / 5       | 6:6         | 50 %        |
| Statistik                    | Statistik | Statistik | Statistik | Statistik | Statistik         | Statistik         | Statistik         | Statistik | Statistik | Statistik | S/N         | S/N         | Sieg%       |
| Turnierteilnahmen            | 27        | 14        | 21        | 24        | 10                | 22                | 22                | 27        | 25        | 18        | Gesamt: 210 | Gesamt: 210 | Gesamt: 210 |
| Erreichte Finals             | 4         | 0         | 4         | 3         | 1                 | 0                 | 0                 | 4         | 5         | 0         | Gesamt: 21  | Gesamt: 21  | Gesamt: 21  |
| Gewonnene Titel              | 3         | 0         | 2         | 3         | 0                 | 0                 | 0                 | 2         | 2         | 0         | Gesamt: 12  | Gesamt: 12  | Gesamt: 12  |
| Hartplatz-Siege/-Niederlagen | 17:14     | 4:7       | 4:7       | 6:7       | 7:6               | 15:12             | 11:11             | 21:15     | 32:13     | 8:11      | 125:103     | 125:103     | 55 %        |
| Sand-Siege/-Niederlagen      | 28:8      | 5:6       | 33:12     | 22:14     | 3:4               | 13:9              | 13:11             | 22:9      | 14:9      | 2:4       | 155:86      | 155:86      | 64 %        |
| Rasen-Siege/-Niederlagen     | 7:1       | 1:1       | 0:0       | 0:1       | 0:0               | 1:1               | 1:1               | 1:1       | 0:1       | 5:3       | 16:10       | 16:10       | 62 %        |
| Teppich-Siege/-Niederlagen   | 3:1       | 0:0       | 0:0       | 0:0       | 0:0               | 0:0               | 0:0               | 0:0       | 0:0       | 0:0       | 3:1         | 3:1         | 75 %        |
| Gesamt-Siege/-Niederlagen    | 55:24     | 10:14     | 37:19     | 28:22     | 10:10             | 29:22             | 25:23             | 44:25     | 46:23     | 15:18     | 299:200     | 299:200     | 60 %        |
| Sieg%                        | 70 %      | 42 %      | 66 %      | 56 %      | 50 %              | 57 %              | 52 %              | 64 %      | 67 %      | 45 %      | Gesamt:     | Gesamt:     | 60 %        |
| Jahresendposition            | 119       | 324       | 233       | 171       | 203               | 167               | 316               | 129       | 43        |           | N/A         | N/A         | N/A         |

Zeichenerklärung: S = Turniersieg; F, HF, VF, AF = Einzug ins Finale / Halbfinale / Viertelfinale / Achtelfinale; 1, 2, 3 = Ausscheiden in der 1. / 2. / 3. Hauptrunde; KF (kleines Finale) = unterlegen im Spiel um Platz drei; RR = Round Robin (Gruppenphase); n. a. = nicht ausgetragen; a. K. = andere Kategorie; PO (Play-off) = Auf- und Abstiegsrunde im Billie Jean King Cup; K1, K2, K3 = Teilnahme in der Kontinentalgruppe I, II, III im Billie Jean King Cup.
Anmerkung: Diese Statistik berücksichtigt alle Ergebnisse im Einzel bei ITF- und WTA-Turnieren. Als Quelle dient die ITF-Seite der Spielerin. Dargestellt sind nur WTA-Turniere der Kategorien Premier Mandatory und Premier 5 (2009–2020) bzw. die WTA-Turniere der Kategorie 1000 (seit 2021).

### Juniorinneneinzel
| Turnier         | 2014 | Karriere |
| --------------- | ---- | -------- |
| Australian Open | —    | —        |
| French Open     | VF   | VF       |
| Wimbledon       | 2    | 2        |
| US Open         | —    | —        |

### Juniorinnendoppel
| Turnier         | 2014 | Karriere |
| --------------- | ---- | -------- |
| Australian Open | —    | —        |
| French Open     | AF   | AF       |
| Wimbledon       | —    | —        |
| US Open         | —    | —        |